# 安德烈·埃伦贝格
安德烈·埃伦贝格（德語：André Ehrenberg，1972年1月2日—），德国男子皮划艇运动员。他曾代表德国参加1996年和2000年夏季奥林匹克运动会皮划艇比赛，其中1996年奥运会获得一枚铜牌。